# 正定県文廟
正定県文廟（せいていけんぶんびょう）は、中華人民共和国河北省石家荘市正定県正定鎮に位置する孔子廟。

## 歴史
県志によると、明の洪武7年（1374年）に建立されたが、建築様式から唐末五代初に建てられたと判断される。
1956年、河北省人民政府は文廟を河北省文物保護単位に認定した。1996年、中華人民共和国国務院は文廟を全国重点文物保護単位に認定した。

## 建築物
照壁、泮池、戟門、大成殿

### 大成殿
大成殿は中国で現存する最古の文廟の大成殿建築で、五代あるいは宋初の遺物で、幅は五間、奥行きは三間、面積は650平方メートル。単檐歇山頂。

## ギャラリー

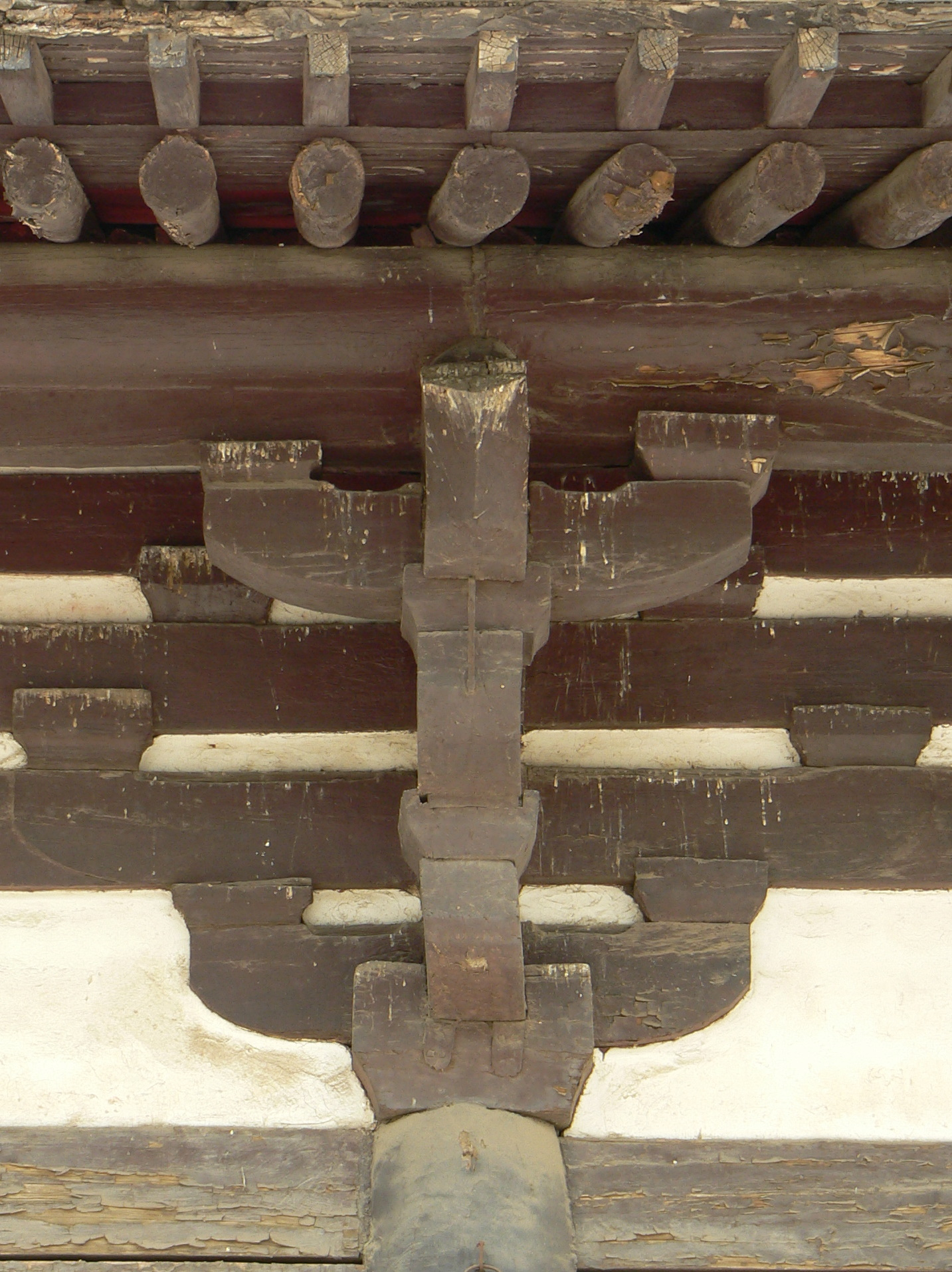
柱頭鋪作
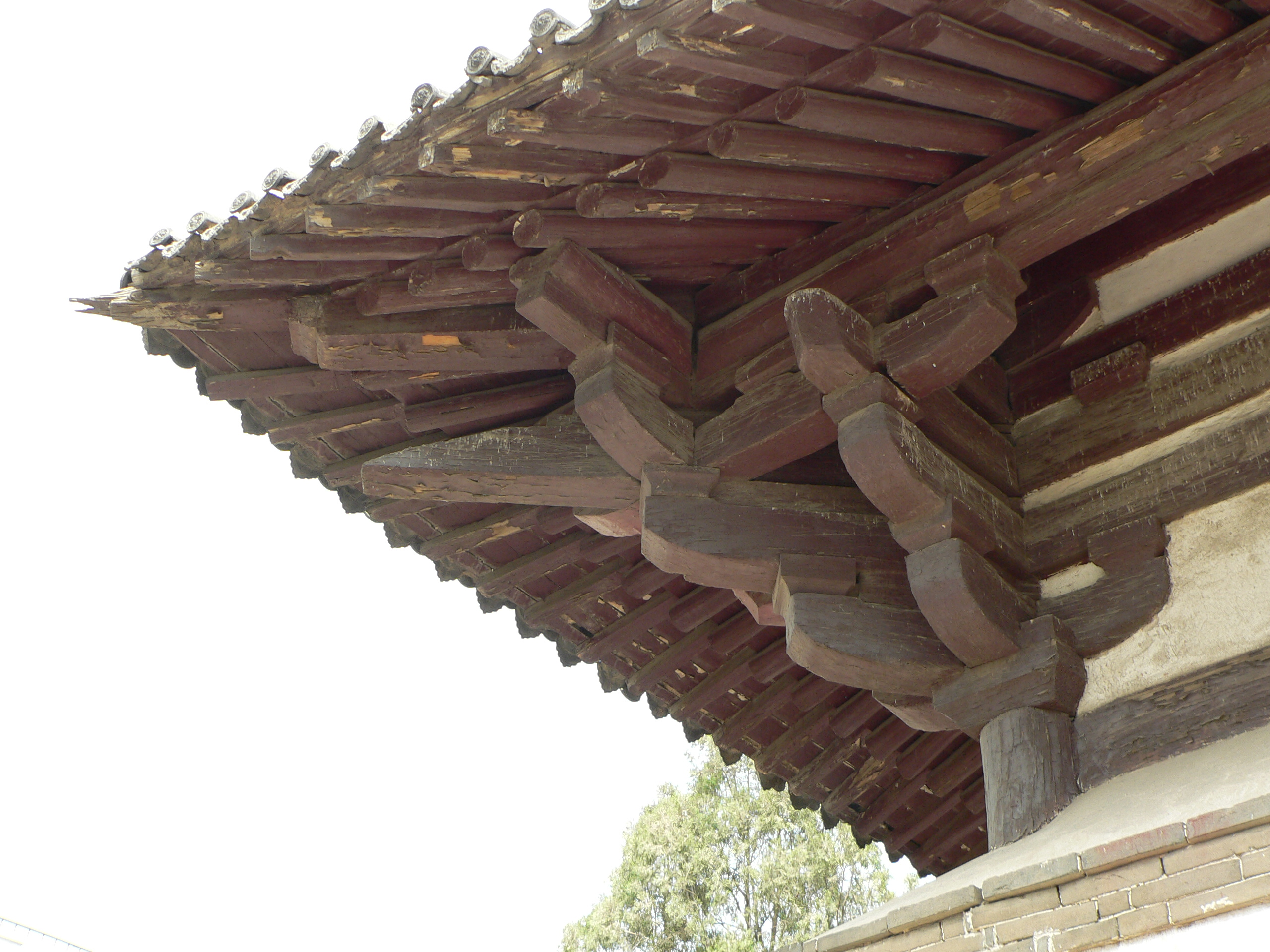
転角鋪作